# Peucedanum herbidum
Peucedanum herbidum är en flockblommig växtart som beskrevs av Minosuke Hiroe. Peucedanum herbidum ingår i släktet siljor, och familjen flockblommiga växter. Inga underarter finns listade i Catalogue of Life.